# Фоменко Андрій Миколайович
Андрій Миколайович Фоменко (нар. 1971, Єйськ, Краснодарський край, РСФСР) — російський підприємець у сфері нерухомості та біотехнологій. Андрій Фоменко є найбільшим власником офісної нерухомості Санкт-Петербургу. Також Фоменко розвиває медичнкі проекти, зокрема є фундатором біотехнологічного інвестиційного фонду «Вечная молодость» та спонсує профільну наукову конференцію «Биомедицинские инновации для здорового долголетия».

## Бізнес-кар'єра

### Девелопмент та цінні папери
Андрій Фоменко почав займатися бізнесом на першому курсі Санкт-Петербурзького державногого економічного університету. На початку 90-х купляв та продавав невеликі комерційні приміщення. Потім займався торгівлею цінними паперами. В результаті кризи 1998 року Фоменко припинив інвестиційно-банківську діяльність та переключився на ринок комерційної нерухомості Петербурга.
У 2001 році холдинг Андрія Фоменка «Империя» відкрив у Санкт-Петербурзі перший бізнес-центр «Сенатор». Станом на 2015 рік мережа бізнес-центрів «Сенатор» складалася з 26 об'єктів загальною площею 310 000 квадратних метрів.

### Біотехнології
У 1996 році Фоменко заснував фонд «Вечная молодость», який займається фінансуванням та просуванням проектів, пов'язаних із збільшенням тривалості життя.
У грудні 2014 року Фоменко створив компанію IVAO, яка спеціалізується на інвестиціях у біотехнології та збільшення тривалості життя.

## Статки
У рейтинзі мильярдерів «Самые богатые люди Петербурга» газети «Деловой Петербург» 2015 року посів 37 місце із 23,8 млрд рублів. У списку 30 найбільших рантьє Росії журналу Forbes за 2014 рік Андрій Фоменко посів 29 місце з доходом від оренди $70 млн.

## Членство у наукових організаціях
Фоменко є членом експертної ради Інституту досліджень старіння Бака, світового лідера в галузі фундаментальних та прикладних досліджень механізмів старіння. Також він є співголовою організаційного комітету міжнародної наукової конференції «Биомедицинские инновации для здорового долголетия», що проводиться у Санкт-Петербурзі.